# Zwartkop
De zwartkop (Sylvia atricapilla) is een zangvogel uit de familie Sylviidae (grasmussen)).

## Kenmerken
Het verenkleed van deze trekvogel is aan de bovenzijde grijsbruin en aan de onderzijde vuilwit. Het mannetje heeft een zwarte kruin, terwijl het vrouwtje een roodbruine heeft.

## Leefwijze
Het voedsel bestaat uit insecten, bessen en vruchten.

## Voortplanting
Het legsel bestaat uit drie tot zes lichtgele, bruingrijze of groene eieren met grijze ondervlekken.

## Verspreiding en leefgebied
Zwartkoppen komen tijdens het broedseizoen in vrijwel heel Europa voor. In de winter bevinden ze zich in Zuid-Engeland, Ierland, West-Frankrijk en in het Middellandse Zeegebied. In Nederland en België zijn ze te zien vanaf april. De vogel leeft in parken, tuinen en open loofhout met veel ondergroei.
De soort telt vijf ondersoorten:
- S. a. gularis: Kaapverdië en de Azoren.
- S. a. heineken: het westelijk en zuidelijk Iberisch schiereiland, Madeira, de Canarische Eilanden en noordwestelijk Afrika.
- S. a. pauluccii: van oostelijk Spanje tot centraal en zuidelijk Italië, het noordelijke deel van Centraal-Afrika.
- S. a. atricapilla: van westelijk Europa tot zuidwestelijk Siberië en noordelijk Kazachstan.
- S. a. dammholzi: van oostelijk Turkije tot noordelijk Iran.

## Status
De zwartkop heeft een groot verspreidingsgebied; alleen al daardoor is de kans op de status kwetsbaar (voor uitsterven) uiterst gering. De grootte van de wereldpopulatie is in 2015 geschat op 100-165 miljoen volwassen individuen en de trend is positief. Om deze redenen staat de zwartkop als niet bedreigd op de Rode Lijst van de IUCN.
In Nederland is de zwartkop een algemene broedvogel; ook hier nemen de aantallen toe. Het totaal aantal broedparen is voor de jaren 2018-2020 geschat op 370 tot 620 duizend. Vergeleken met 1984 is dat een toename van bijna 400 procent.

## Video
- Zingende zwartkop